# Nothura boraquira
A Nothura boraquira a tinamualakúak (Tinamiformes) rendjébe, ezen belül a tinamufélék (Tinamidae) családjába tartozó faj.

## Rendszerezése
A fajt Johann Baptist von Spix német biológus írta le 1825-ben, Tinamus nembe Tinamus boraquira néven.

## Előfordulása
Bolívia, Brazília és Paraguay területén honos. Természetes élőhelyei a szubtrópusi vagy trópusi száraz gyepek, szavannák és tövises bozótok, szétszórt fákkal. Állandó, nem vonuló faj.

## Megjelenése
Testhossza 29 centiméter.

## Természetvédelmi helyzete
Az elterjedési területe rendkívül nagy, egyedszáma ugyan csökken, de még nem éri el a kritikus szintet. A Természetvédelmi Világszövetség Vörös listáján nem fenyegetett fajként szerepel.